# (34447) 2000 SU74
2000 SU74 (asteroide 34447) é um asteroide da cintura principal. Possui uma excentricidade de 0.03625350 e uma inclinação de 7.50824º.
Este asteroide foi descoberto no dia 24 de setembro de 2000 por LINEAR em Socorro.